# Anne Phillips
Anne Phillips (2 de junio de 1950)  es una politóloga británica reconocida por sus aportes en el campo de la teoría política feminista y los estudios de género. Es profesora emérita de teoría política en la Escuela de Economía y Ciencia Política de Londres, donde anteriormente fue profesora de la cátedra Graham Wallas de ciencias políticas. Fue elegida miembro de la Academia Británica en 2003.

## Perfil
Anne Phillips se unió a la Escuela de Economía y Ciencia Política de Londres en 1999 como profesora de teoría de Género y fue directora del Instituto de Género hasta septiembre de 2004. Posteriormente fue nombrada miembro del Instituto de Género y del Departamento de Gobierno. Su campo es la teoría política feminista; escribe sobre temas de democracia y representación, igualdad, multiculturalismo y derechos de las mujeres. Gran parte de su obra puede interpretarse como una crítica feminista al liberalismo político tradicional.
En 1992, fue coganadora del Premio Victoria Schuck de la Asociación Americana de Ciencias Políticas al mejor libro sobre mujeres y política publicado en 1991, otorgado por su libro Engendering Democracy. En 1999 se le concedió un doctorado honoris causa de la Universidad de Aalborg; fue nombrada profesora adjunta en el programa de ciencias políticas de la Escuela de Investigación de Ciencias Sociales de la Universidad Nacional Australiana (2002-2006).

## Investigación
Entre 2002 y 2004, llevó a cabo un proyecto de investigación financiado por Nuffield College de la Universidad de Oxford, sobre las tensiones entre la igualdad sexual y cultural en los tribunales británicos.
Posteriormente trabajó con Sawitri Saharso, de la Universidad Libre de Ámsterdam, en una colaboración transeuropea  que exploró cuestiones de género y cultura en el contexto europeo. Esto implicó dos conferencias, una en Londres en 2005 y la otra en Ámsterdam en 2006, la cual, dio lugar a un número especial de la revista Ethnicities (2008).

## Obras publicadas

### Libros
- Phillips, Anne (1995). The politics of presence. Oxford New York: Clarendon Press Oxford University Press. ISBN 9780198294153. Second edition 1998.

Traducción al sueco Narvarons Politik Studentlitteratur, 2000.
Traducción italiana del capítulo 2 publicada en Info/Quaderni VI, n. 7-9, 18 de diciembre de 2000
- Phillips, Anne (1999). Which equalities matter. Cambridge, UK Malden, Massachusetts: Polity Press Blackwell Publishers. ISBN 9780745621098.
- Phillips, Anne (2002) Desestabilizar la teoría feminista, debates feministas contemporáneos. ISBN 968-853-485-4
- Phillips, Anne; Bonnie, Honig; Dryzek, John S. (2008). The Oxford handbook of political theory. Oxford: Oxford University Press. ISBN 9780199548439.
- Phillips, Anne (2007). Multiculturalism without culture. Princeton, New Jersey: Princeton University Press. ISBN 9780691141152.; see Multiculturalism without culture
- Phillips, Anne (2013). Our bodies, whose property. Princeton: Princeton University Press. ISBN 9780691150864.
- Phillips, Anne (2015). The Politics of the Human. Cambridge: Cambridge University Press. ISBN 9781316145555.
- Phillips, Anne (2021). Unconditional Equals. Cambridge, Cambridge University Press.

### Artículos de revistas
- Phillips, Anne (July 2003). «When gender means culture: issues of cultural defence in the English courts». Modern Law Review 66 (4): 510-531. doi:10.1111/1468-2230.6604002.
- Phillips, Anne (March 2004). «Defending equality of outcome». Journal of Political Philosophy 12 (1): 1-19. doi:10.1111/j.1467-9760.2004.00188.x.
- Phillips, Anne; Dustin, Moira (October 2004). «UK initiatives on forced marriage: regulation, dialogue and exit». Political Studies 52 (3): 531-551. doi:10.1111/j.1467-9248.2004.00494.x.
- Phillips, Anne (June 2005). «Between norms and practicalities: a response to Sawitri Saharso». Ethnicities 5 (2): 271-274. doi:10.1177/146879680500500207.
- Phillips, Anne (March 2006). «"Really" equal: opportunities and autonomy». Journal of Political Philosophy 14 (1): 18-32. doi:10.1111/j.1467-9760.2006.00241.x.

### Otras publicaciones
- Feminismo y Política, colección de lecturas con introducción. Lecturas de Oxford sobre feminismo, editoras de la serie Teresa Brennan y Susan James, Oxford University Press, 1998, págs. 471.
- Democracia y diferencia, Polity Press y Pennsylvania State University Press, 1993, págs. 175.
- Teoría desestabilizadora: debates feministas contemporáneos, coeditado con Michele Barrett, Polity Press y Stanford University Press, 1992, pp. 224. Segunda edición en inglés, 1998; edición mexicana, 1999.
- Engendering Democracy, Polity Press y Pennsylvania State University Press, 1991, págs. 183. (Coganadora del premio Victoria Schuck de la Asociación Estadounidense de Ciencias Políticas al mejor libro sobre mujeres y política publicado en 1991).
  - Edición en español, 1994; edición en alemán, 1995; edición en turco, 1995; edición en mexicano, 1996; segunda edición en inglés, 1997; edición en croata, 2000; edición en esloveno, 2002.
- El enigma del colonialismo: la política británica en África occidental, Indiana University Press y James Currey, 1989, págs. 184.
- Lealtades divididas: dilemas de sexo y clase, Virago Press, 1987, págs. 192.
- Feminismo e igualdad (lecturas editadas con un ensayo introductorio), Blackwell Publishing y New York University Press, 1987, pp. 202.
- Manos ocultas: mujeres y políticas económicas, Pluto Press, 1983, págs. 116.